# Let L-410
Let L-410 是一款雙引擎短程運輸機，由捷克的LET生產，主要用于民航運輸。L-410於1969年首飛，产量超過1100架，是史上最成功的19座飛機。

## 發展
L-410開發于1960年代，由捷克的LET負責。當時蘇聯的俄羅斯航空正尋找一款使用渦輪螺旋槳發動機的飛機來取代安-2，LET因此开始立项开发。因为先在一架型号为L-400的飞机上进行了初步研究，新型號被定為L-410 Turbolet。首架原型機命名為XL-410，於1969年4月6日首飛。由于配套的捷克沃爾特M601渦輪螺旋槳發動機研發未能及時完成，所以原型機和最早的量产型号裝配的是普惠PT6A-27渦輪螺旋槳發動機。M601发动机開發完成後，搭配Avia V508三葉片螺旋槳取代了PT6A-27，相应的飞机型号改為L-410M型。
另一款俄航采用的衍生型號为 L-410 UVP（UVP是短場起降的俄語縮寫），通过增加機翼及尾翼面積，改善了短場起降性能，但是也因此造成了空機重量增加及重心位置改變，该型号额定载员相应减少为最多15人。
L-410 UVP-E 是产量最大的型号，最大起飛重量增至6,400公斤，采用增加推力的M601E渦輪螺旋槳發動機和五葉片Avia V510螺旋槳，并通过增设翼梢油箱提高了載油量。此型號於1984年首飛，1986年开始量产。
L-410UVP-E9和UVP-E20只是因為不同地區的適航規則而作出少許改變，最大起飛重量增加至6,600公斤，載客量為17至19人。飛機巡航速度為170海里，最大航程約770海里（1,430）。飛機得到儀表飛行認證，CAT I儀器降落系統及在結冰情況下飛行。L-420是最後一款型號，採用M601F渦輪螺旋槳發動機。一款全金屬高單翼通勤飛機，客艙不能加壓，配有可收回的起落架。飛機有兩組液壓系統：主要及緊急。除冰系統能使機翼前緣加壓除冷、扇葉加熱、駕駛艙及擋風玻璃防冰。
L-410共生產超過1,100架，至過500架仍然服務中。L-410主要交付給蘇聯的航空公司，之後再賣給亞洲、非洲和南美洲的航空公司。約40架L-410在歐洲服役中，用作商業飛行或跳傘。此外還有不明數量在俄羅斯和前蘇聯國家中運作。此飛機能在短距離跑道和未鋪砌跑道上升降。
截至2021年10月10日，L-410已发生116起事故，造成426人死亡。

## 型號

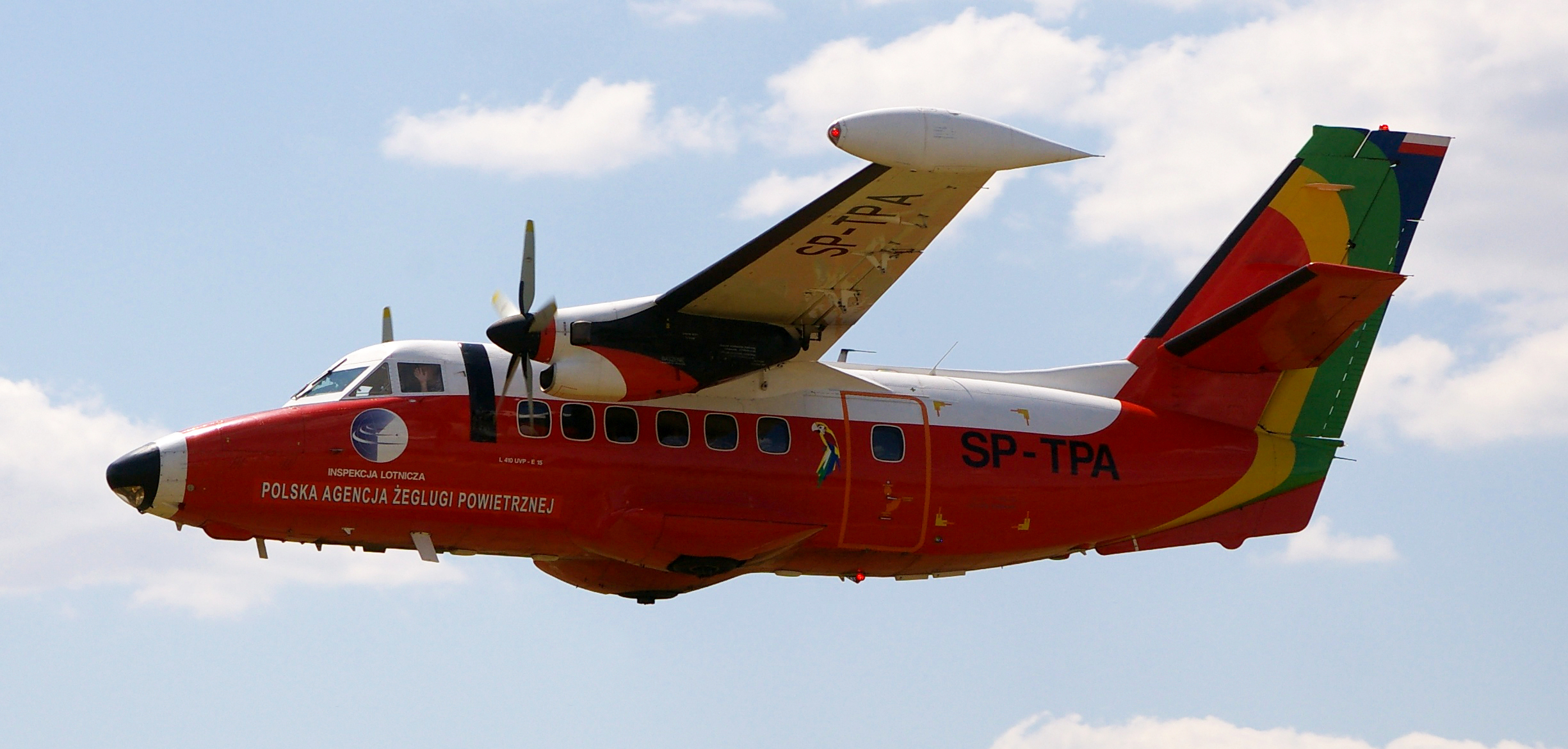
Let L410UVP-E16在波蘭的航空展

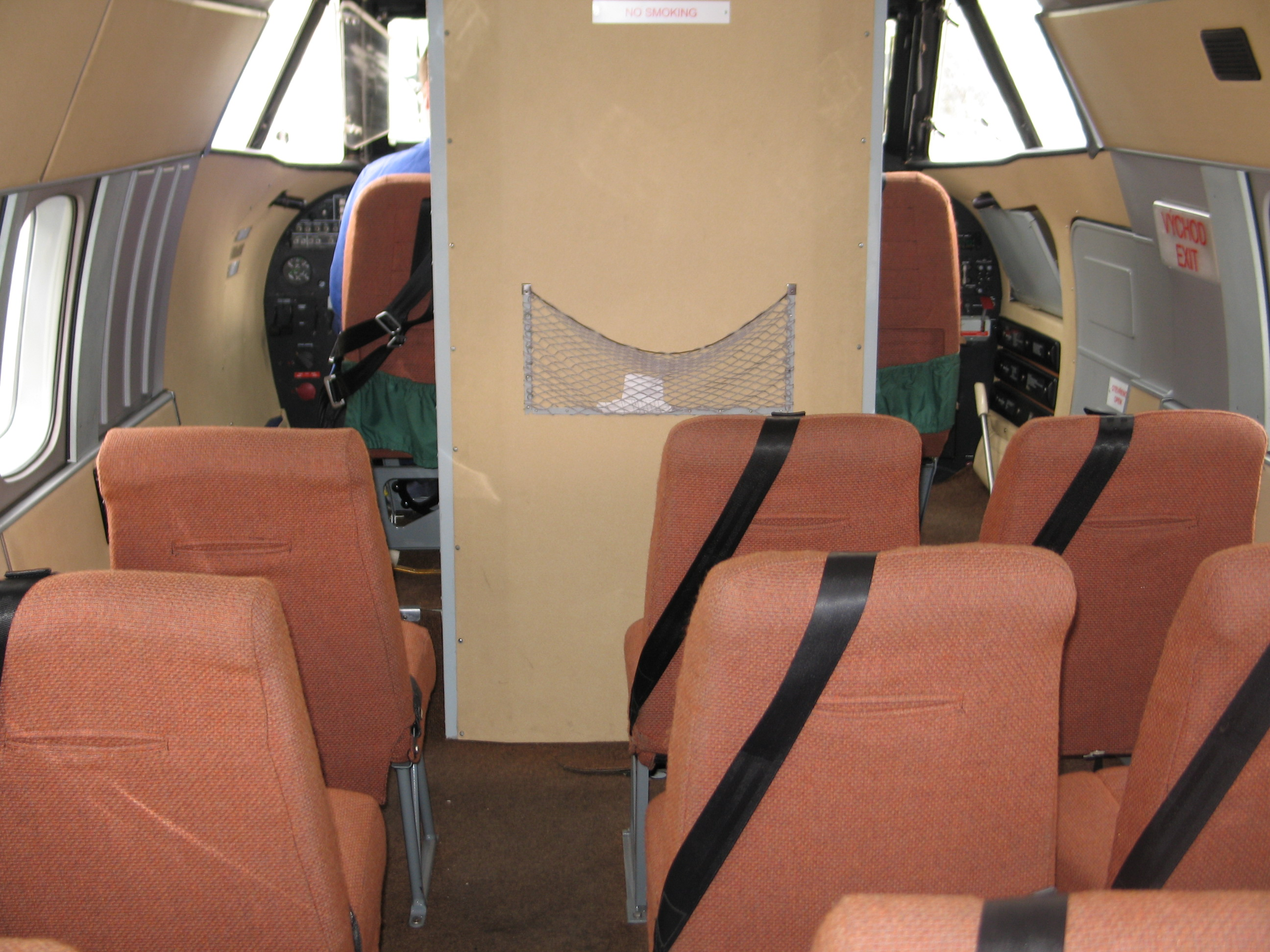
客艙內部

L-410原型機，只生產3架
L-410A首款投產型號，使用普惠PT6A-27渦槳發動機
L-410AB採用四葉片螺旋槳
L-410AF為匈牙利設計的航空照機
L-410AG調整了飛機設備，但沒有生產
L-410AS測試機，只建造了5架給蘇聯
L-410M第二款量產型，採用Walter M601A渦槳發動機
L-410AM採用改良的M601B渦槳發動機，又名為L-410MA和L-410MU
L-410UVP第三款量產型，有根本的改變。其中行李艙改變最大，翼展增加了0.8米，採用M601B渦槳發動機，提高了水平尾翼，能進行STOL角色。
L-410UVP-SUVP的改良型。
L-410UVP-E採用M601E渦槳發動機，5葉片螺旋槳，增加了機翼載油量，獲得多個國家的認證及飛行認可。
L-410FG以L-410UVP為基礎的航空攝影測量機
L-410TUVP的運輸機型，能輸運６個擔架或12名傘兵，及1000公斤重的貨物。
L-420L-410UVP-E的改良型，採用M601F引擎，獲得美國聯邦航空局以第23條認可UVP-E20的飛機，同時獲得捷克、澳洲、印尼及歐洲的認可。
L-410NG採用奇異航空H85引擎，其最大起飛重量比之前M601(即H80-200型)引擎提升了500公斤至7000公斤，而且馬力由800匹馬力升至850匹馬力。航程方面由820海里延長至1,350海里，並且續航時間由超過5小時延續至9小時。該新型號飛機自2015年起進行飛行測試，其後亦在莫斯科航空展及柏林航空展亮相。預計2017年可獲得合格證。

## 性能 (L-410UVP-E)
参考资料：Jane's All The World's Aircraft 1993–94
基本信息
- 机组：1 or 2
- 容量：19人或 1,615（3,560英磅）貨物

性能

## 外部連結
- Company website （页面存档备份，存于）
- L410.cz-unofficial site - history (in Czech), photogallery. （页面存档备份，存于）
- Aviation Masters, Inc.